# Saint-Hilaire-lez-Cambrai
Saint-Hilaire-lez-Cambrai is een gemeente in het Franse Noorderdepartement (Frans: département du Nord) (regio Hauts-de-France). De plaats maakt deel uit van het arrondissement Cambrai. Saint-Hilaire-lez-Cambrai telde op 1 januari 2022 1.557 inwoners.

## Geografie
De oppervlakte van Saint-Hilaire-lez-Cambrai bedroeg op 1 januari 2022 6,41 vierkante kilometer; de bevolkingsdichtheid was toen 242,9 inwoners per km².

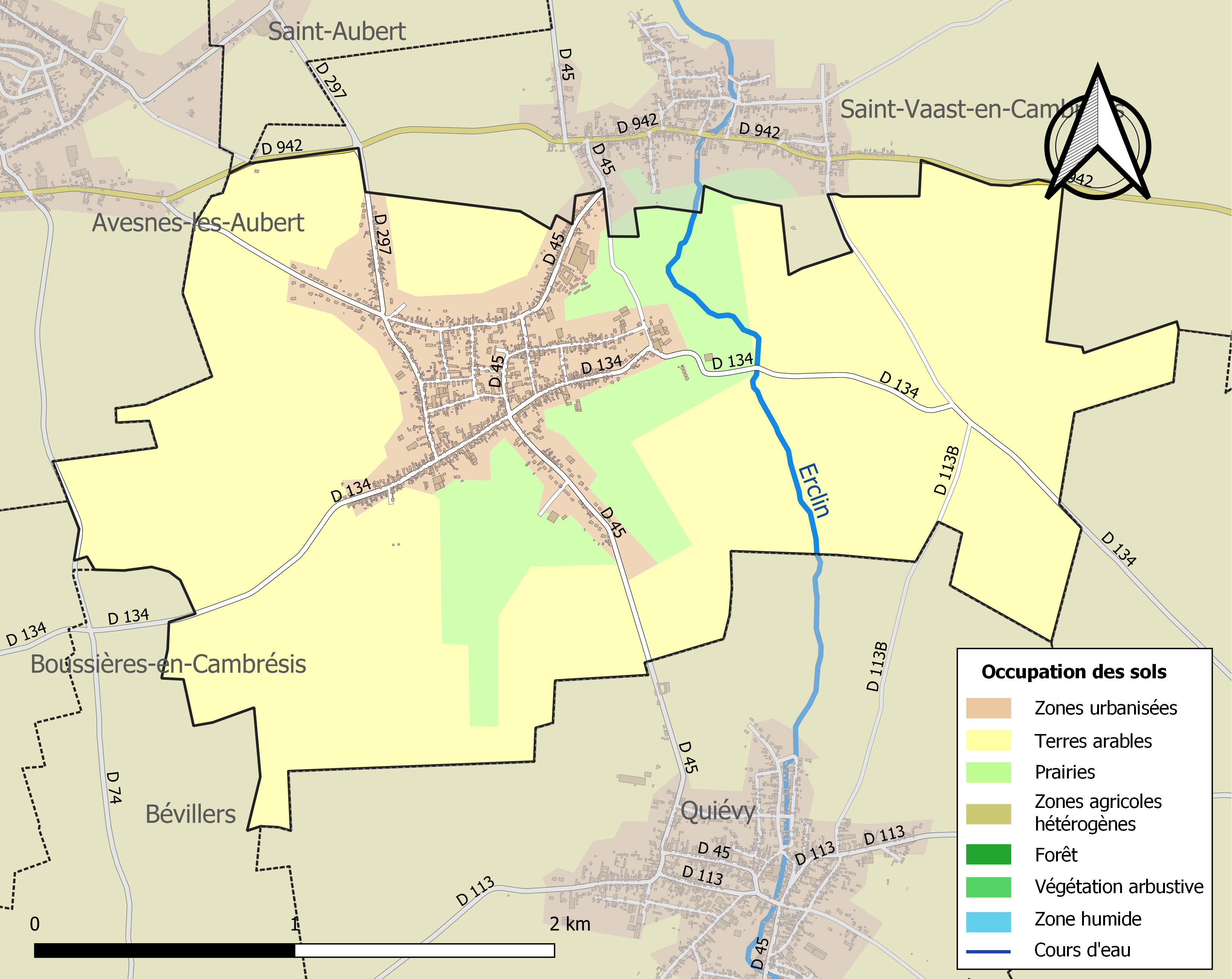
Kaart van de gemeente met belangrijkste infrastructuur, bodemgebruik en omliggende gemeenten

## Demografie
Onderstaande figuur toont het verloop van het inwonertal (bron: INSEE-tellingen).